# 印南駅
印南駅（いなみえき）は、和歌山県日高郡印南町大字印南にある、西日本旅客鉄道（JR西日本）紀勢本線（きのくに線）の駅である。印南町の中心駅。

## 歴史
- 1930年（昭和5年）12月14日：国鉄紀勢西線の御坊駅から当駅までの開通と共に開業する[1][2]。当初は終着駅であった。
- 1931年（昭和6年）9月21日：国鉄紀勢西線が当駅から南部駅まで延伸となり終着駅ではなくなる[1]。
- 1959年（昭和34年）7月15日：現在の紀勢本線が全通、紀勢本線所属となる[1]。
- 1971年（昭和46年）10月1日：貨物の取り扱いを廃止[2]。
- 1985年（昭和60年）
  - 3月14日：荷物扱い廃止[2]。無人駅化[3][4]。
  - 5月10日：簡易委託化。
- 1987年（昭和62年）4月1日：国鉄分割民営化に伴い、西日本旅客鉄道（JR西日本）の駅となる[1][2]。
- 2020年（令和2年）3月14日：ICカード「ICOCA」の利用が可能となる[5]。
- 2022年（令和4年）4月1日：乗車券委託販売（簡易委託）の受託を解除[6]。この日より再び終日無人駅となる[6]。

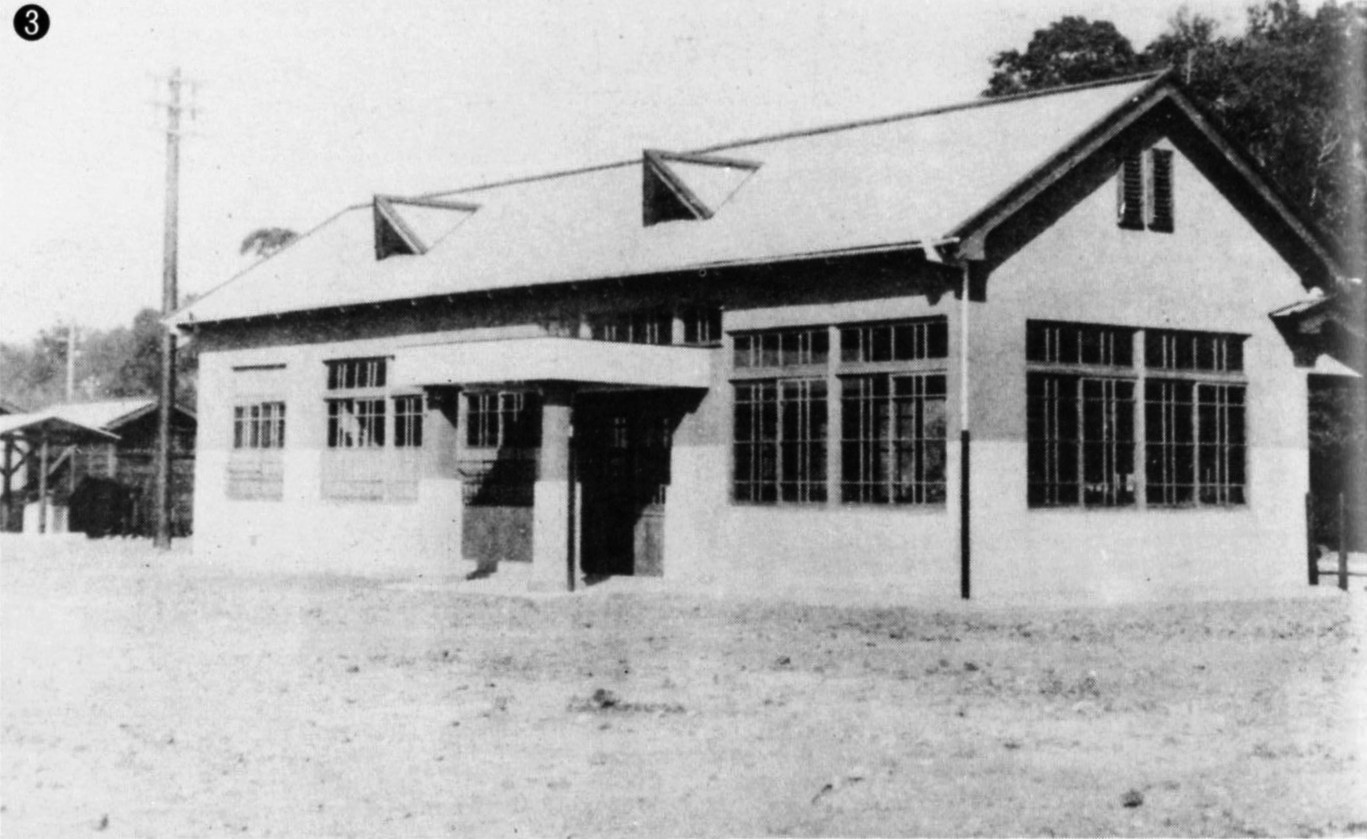
開業当時の駅舎（南部駅の駅舎と同形態）

## 駅構造
単式ホーム1面1線と島式ホーム1面2線、計2面3線のホームを有する地上駅。単式ホームの1番のりば側に駅舎があり、島式ホームの2・3番のりばへは跨線橋で連絡している。古くからの駅舎が残る。
紀伊田辺駅管理の無人駅で、自動券売機や自動改札機は設置されていない。ICOCAのチャージも出来ない。改札口には、簡易型ICOCA改札機が設置されている。
待合室にはピアノが設置されており、誰でも自由に演奏できるほか、定期的に演奏会も行われている。
また、印南町のシンボルであるカエルの置物を置いている。

### のりば
| のりば | 路線       | 行先               | 備考           |
| ------ | ---------- | ------------------ | -------------- |
| 1      | きのくに線 | 和歌山・天王寺方面 |                |
| 2      | きのくに線 | 和歌山・天王寺方面 | 特急待避時のみ |
| 2      | きのくに線 | 紀伊田辺・新宮方面 | 特急待避時のみ |
| 3      | きのくに線 | 紀伊田辺・新宮方面 |                |

上表の路線名は旅客案内上の名称（愛称）で表記している。
- 下り本線は1番のりば、上り本線は3番のりば。2番のりばは上下共用の待避線（中線）であり、特急の通過待ちに使われている。

## 利用状況
近年の1日平均乗車人員は以下の通り。
| 年度   | 1日平均 乗車人員 |
| ------ | ---------------- |
| 1998年 | 273              |
| 1999年 | 264              |
| 2000年 | 254              |
| 2001年 | 234              |
| 2002年 | 227              |
| 2003年 | 223              |
| 2004年 | 215              |
| 2005年 | 205              |
| 2006年 | 201              |
| 2007年 | 185              |
| 2008年 | 174              |
| 2009年 | 164              |
| 2010年 | 157              |
| 2011年 | 152              |
| 2012年 | 147              |
| 2013年 | 142              |
| 2014年 | 138              |
| 2015年 | 132              |
| 2016年 | 124              |
| 2017年 | 121              |
| 2018年 | 117              |
| 2019年 | 115              |
| 2020年 | 173              |
| 2021年 | 164              |
| 2022年 | 164              |

## 駅周辺
駅前に印南交通のタクシー営業所がある。

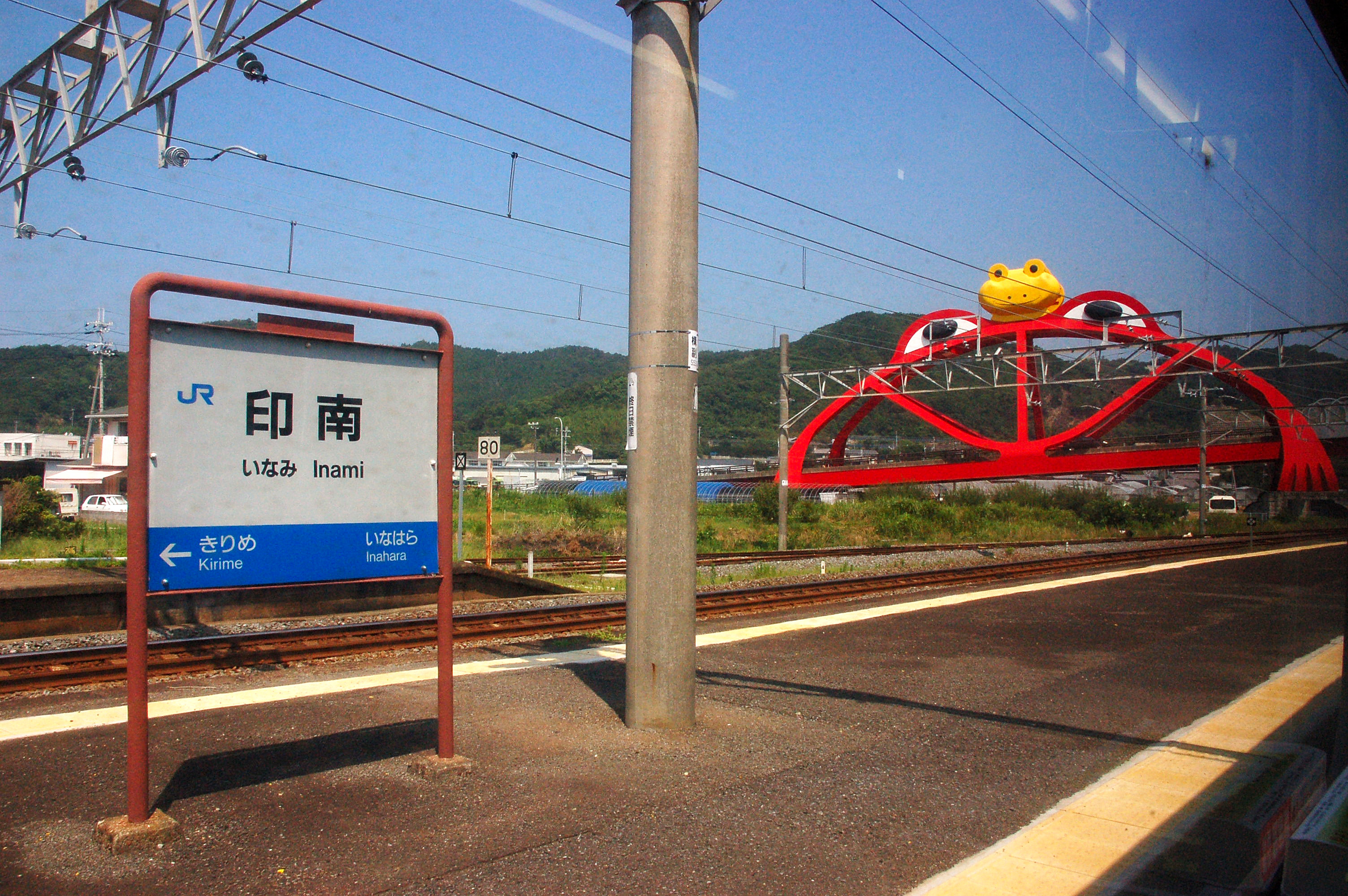
駅名標(左)とかえる大橋(右)

駅から稲原方面を望むと大きなかえるの顔をした橋が目立つが、これは「かえる大橋」である。
- 国道42号
- 印南町役場
- 印南町立印南小学校
- 印南町立印南中学校
- 印南郵便局
- 紀陽銀行印南出張所
- きのくに信用金庫 印南支店
- 紀州農協印南支店
- 印南港
- 阪和自動車道 - 印南インターチェンジ
- Aコープ印南店
- ホームストック印南店
- ココカラファイン印南店
- ホームストック印南店
- 熊野御坊南海バス「印南駅」停留所 - 印南線
- 印南町コミュニティバス「印南」停留所 - 切目川ルート

## その他
- 観光PRのため、2020年1月から当駅を訪れた人に「駅カード」を無料配布している。なお、同カードは町役場でも配布を行っているが、駅に訪れたことを証明できる画像などが無いともらえない[8]。印南町では2021年4月から「熊野古道の王子カード」（4種）の配付も行っている[9]。

## 隣の駅
西日本旅客鉄道（JR西日本）
 きのくに線（紀勢本線）
■快速・■普通
切目駅 - 印南駅 - 稲原駅